# لن کری‌یو
لِن کَری‌یو (انگلیسی: Len Cariou؛ زادهٔ ۳۰ سپتامبر ۱۹۳۹) بازیگر و خواننده اهل کانادا است.

## گزیدهٔ نقش‌آفرینی‌ها
- افشاگر (۲۰۱۵)
- موسیقی شب کوتاه (۲۰۱۵)
- ۱۴۰۸ (۲۰۰۷)
- نجیب‌زادگان (۲۰۲۰-۲۰۱۰)
- پرچم‌های پدران ما (۲۰۰۶)
- بهترین بازی دنیا (۲۰۰۵)
- پنجره مخفی (۲۰۰۴)
- درباره اشمیت (۲۰۰۲)
- تصمیم اداری (۱۹۹۶)
- سیل جانزتاون (۱۹۸۹)